# Doberdói csata
Koordináták: é. sz. 45° 51′ 48″, k. h. 13° 31′ 44″45.863333°N 13.528889°E

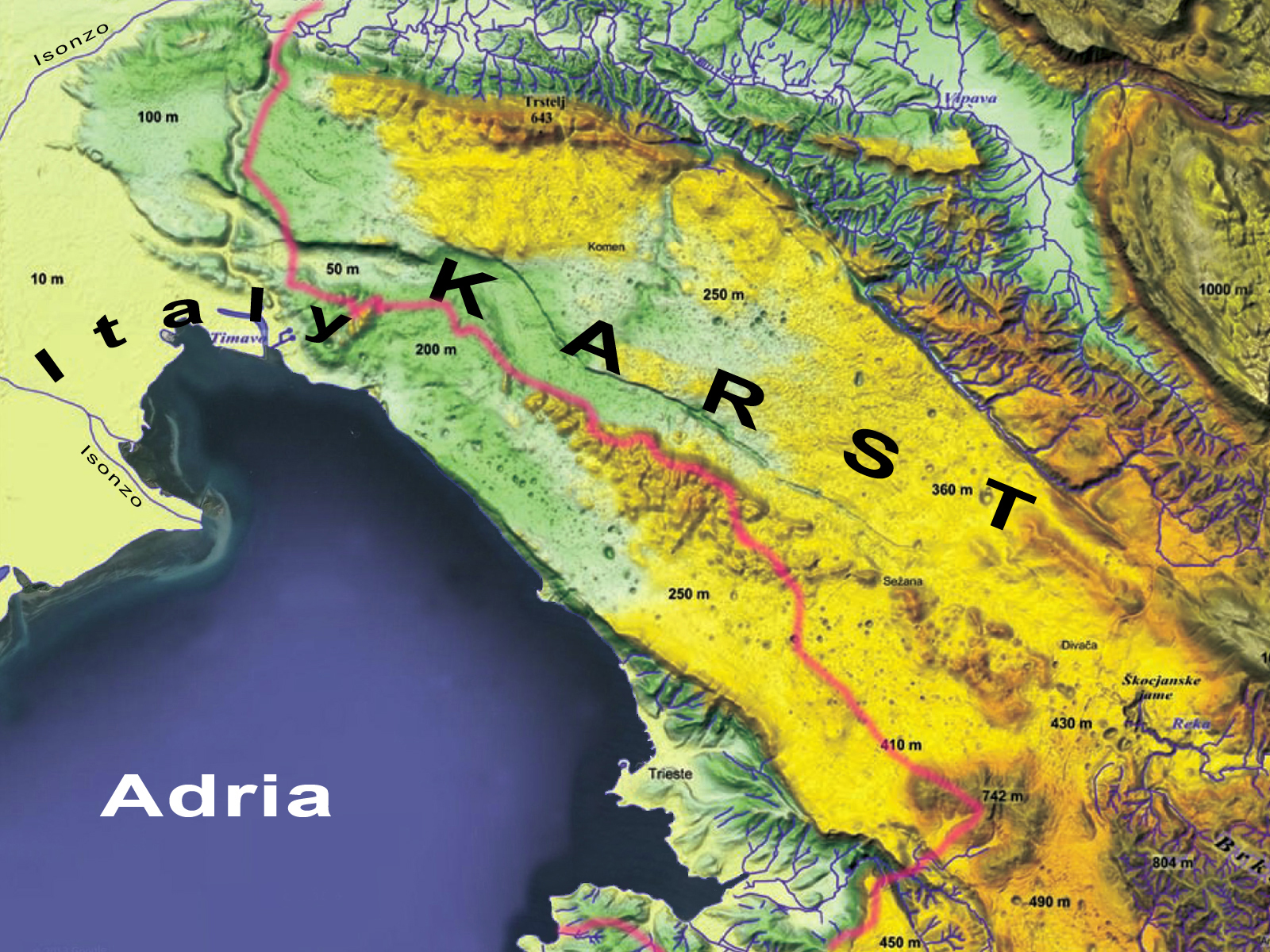
A Karszt-hegység

A doberdói csata az első világháború egyik legvéresebb csatája volt, melyet 1916. augusztus 6-án vívott meg az olasz haderő az osztrák–magyar hadsereg főként magyar és szlovén nemzetiségű egységével.
A csata, amely a hatodik isonzói csata része volt, a Karszt-hegység legnyugatibb szélén lévő Doberdó-fennsíkon zajlott, Doberdó község környékén. Az olaszok, miután meghódították a Monfalcone és Ronchi körüli síkvidéket, megpróbáltak áthatolni a fennsíkon, hogy megszerezzék a Trieszt és Görz közötti főút ellenőrzését. Súlyos küzdelmek és hatalmas áldozatok árán sikerült elérni céljukat. Görz (Gorizia) az olaszok kezére került, de Triesztet nem sikerült elérniük; meg kellett állniuk Duinótól (ma Duino-Aurisina község része) északnyugatra. Az osztrák–magyar erők visszavonultak, 9-én este megkezdték a hadianyagok elszállítását, éjféltől a katonák is elindultak, és pár óra múlva csendben teljesen kiürítették a fennsíkot; Görztől keletre vonták össze a seregeket. József főherceg, a VII. hadtest parancsnoka így emlékezett meg erről naplójában:
[…] ma van az utolsó nap, melyen ez az oly keményen és oly sok hős vérrel megvédett fennsík – 15 hónapos dicsőségteli történetével – még a kezemben van. […] mindent, mindent, ami hűséget és vitézséget teremtett – át kell engednünk az olaszoknak. Ez borzasztó nekem. Egy azonban mégis megmarad nekünk, […] hogy a VII. hadtest ezen a világtörténelemben egyedülálló nagy küzdelmet dicsőségesen fejezi be. […] Éjfélkor, midőn minden löveg, minden hadianyag, biztonságba volt hozva, parancsomra a gyalogság csak kis utóvédeket hagyva hátra szintén megkezdte a visszavonulást a Vallone mögé. Hajnali 2 órakor minden üldöztetés vagy nyomás nélkül, látszólag észrevétlenül az utóvédek is elhagyták az állást. Reggel 4 órakor az egész Doberdó fennsík önként át volt engedve az olaszoknak.”

## További információk

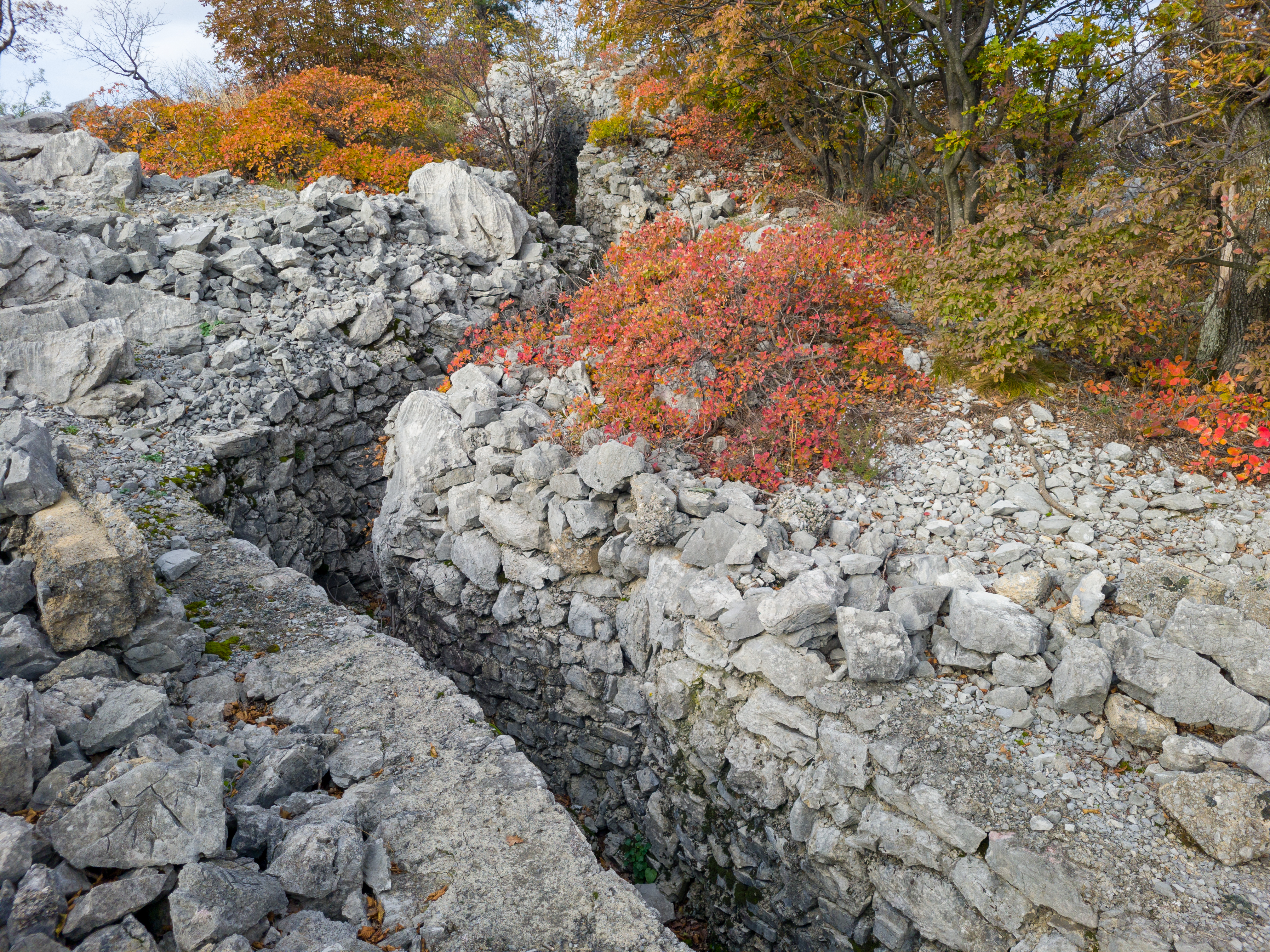
Karsztba vájt lövészárok egy Duinó melletti magaslaton (Monte Ermada)